# (4601) Ludkewycz
(4601) Ludkewycz (1986 LB) – planetoida z pasa głównego asteroid okrążająca Słońce w ciągu 4,38 lat w średniej odległości 2,68 j.a. Odkryta 3 czerwca 1986 roku.